# Л.П. Понте Фабрика (Падова)
Л.П. Понте Фабрика је насеље у Италији у округу Падова, региону Венето.
Према процени из 2011. у насељу је живело 29 становника. Насеље се налази на надморској висини од 11 м.